# Kunsthalle Praha
Die Kunsthalle Praha ist ein privates Kunstmuseum für zeitgenössische Kunst, welches im Februar 2022 eröffnet wurde. Es befindet sich in der tschechischen Hauptstadt Prag. Das Museum ist in einem ehemaligen Kulturdenkmal, dem Gebäude der Zenger-Transformationsstation, untergebracht. Direktorin und CEO der Stiftung Kunsthalle Praha ist die Bulgarin Ivana Goossen.
Das Museum wird von der gemeinnützigen Pudil Family Foundation getragen, die mit der Kunsthalle Praha eine Plattform schaffen wollte, um das Verständnis und die Wertschätzung der tschechischen und internationalen modernen und zeitgenössischen Kunst zu fördern.

## Name des Museums
Laut Angaben der Pudil Family Foundation entschied man sich bewusst für die Verwendung des deutschsprachigen Begriffes „Kunsthalle“ im Namen des Museums, um zum einen auf die multikulturellen Wurzeln Prags als Stadt mit drei Nationen und zwei Sprachen sowie zum anderen um auf die kulturelle Bedeutung Prags im 19. und in der ersten Hälfte des 20. Jahrhunderts hinzuweisen; in der Tschechen, Deutsche und die jüdische Gemeinde zusammenlebten.

## Sammlungsauftrag, Aufgaben und Programm
Das Museum hat sich die Aufgabe gesetzt, zu einem besseren Verständnis der tschechischen und internationalen Kunst des 20. und 21. Jahrhunderts beizutragen. Daher engagiert sich das Museum für etablierte und aufstrebende Künstler aus Mitteleuropa sowie für die Entdeckung von künstlerischen Strömungen und Epochen, die in der Tschechischen Republik unterrepräsentiert oder wenig bekannt sind. Das Museum hat auch ein eigenes Artist-in-Residence-Programm umgesetzt, an dem internationale Künstler teilnehmen können.
Das Aufgabenprofil des Museums stützt sich auf drei Säulen:
- Die Präsentation und Gegenüberstellung moderner und zeitgenössischer Kunst in einem Zeitraum vom Ende des 19. Jahrhunderts bis zur Gegenwart.[4]
- Die Vielfalt der Ansätze von Sammlern moderner und zeitgenössischer Kunst in der Tschechischen Republik und anderswo zu erkunden.[4]
- Künstlerische Begegnungen und Entdeckungen zu ermöglichen, Verbindungen zu stärken, den Austausch zu fördern und Partnerschaften mit den Kunstszenen und -institutionen der Nachbarländer, insbesondere Österreichs, Deutschlands aufzubauen.[4]

Die Sammlung des Museums von moderner und zeitgenössischer Kunst ist noch im Aufbau begriffen. Das Museum erwarb u. a. die Sammlung von Künstlern der Fluxus-Bewegung des Ehepaars Maria und Milan Knížák und übernahm auch die private Kunstsammlung von Eva und Petr Zeman.
Um ihre Aufgaben umzusetzen, hat das Museum ein internationales Programm mit temporären Ausstellungen moderner und zeitgenössischer Kunst und innovativen Bildungsaktivitäten entwickelt.

## Ausstattung
Das Museum hat eine Gesamtnutzfläche von ca. 5700 Quadratmetern. Es umfasst Ausstellungsräume für 3 Galerien, Veranstaltungsorte für Bildungsprogramme und andere kulturelle und gesellschaftliche Veranstaltungen. Eine Terrasse auf dem Dach des Gebäudes ist als Aussichtscafé für die Öffentlichkeit zugänglich. Zu den weiteren Einrichtungen gehören ein Bistro, eine Buchhandlung sowie ein Design Store. Im Kellergeschoss befinden sich Räume für Depots.

## Geschichte des Gebäudes

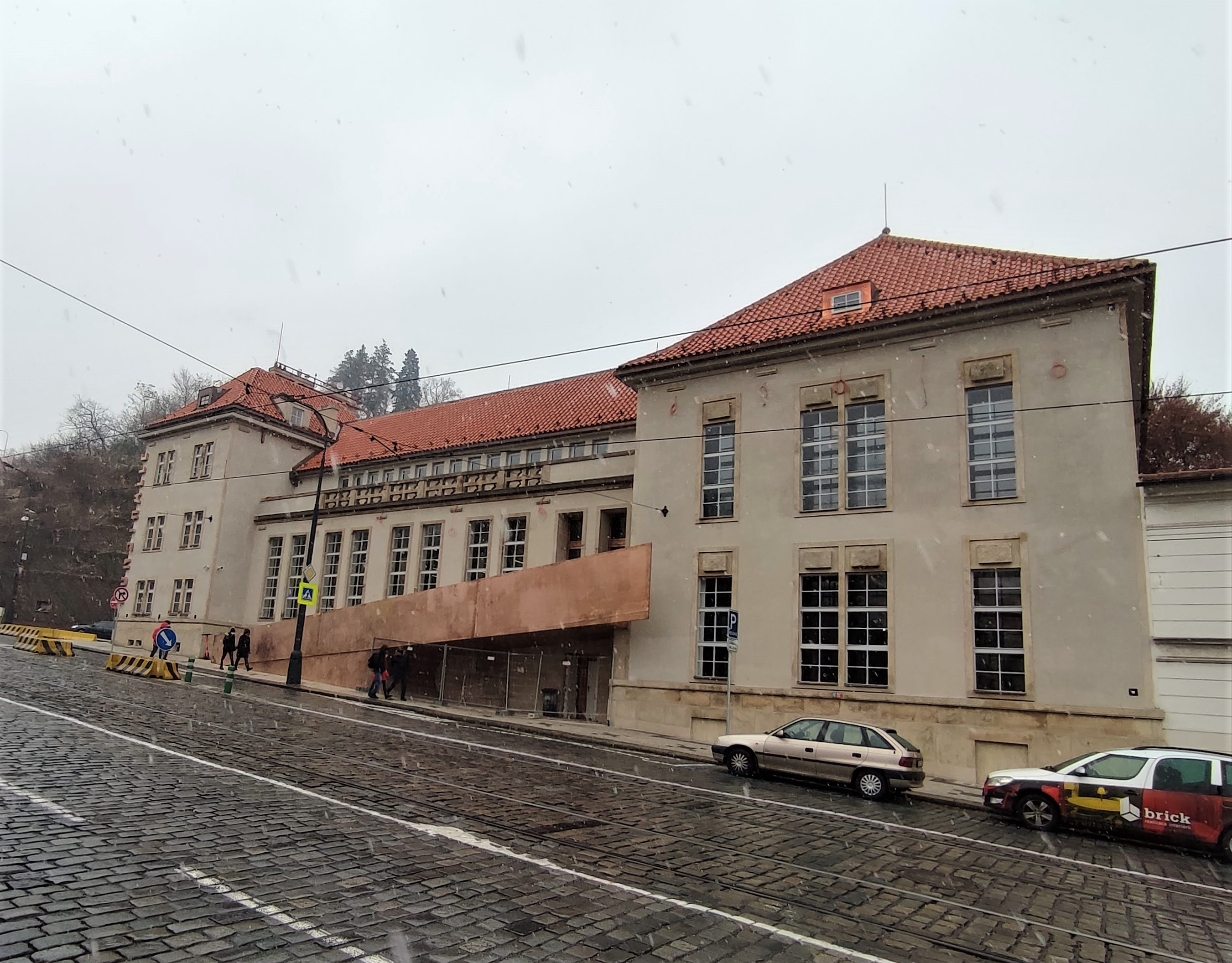
Kunsthalle Praha während des Umbaus im November 2021

Die Kunsthalle befindet sich unterhalb der Prager Burg auf der Prager Kleinseite. Das Gebäude wurde ursprünglich von 1930 bis 1931 durch die Elektrizitätswerke der Stadt Prag als Umspannwerk errichtet. Vorher befand sich auf dem Gelände eine Kaserne. Der Entwurf des Architekten Vilém Kvasnička wurde im neoklassizistischen Stil ausgeführt, der dem historischen Charakter der Kleinseite entspricht. Die Transformationsstation wurde nach dem Physiker und Meteorologen Václav Zenger, Professor an der Tschechischen Technischen Universität in Prag, benannt.
Das Gebäude wurde im April 2015 durch das tschechische Ministerium für Kultur zum Kulturdenkmal erklärt. Der damalige Besitzer verkaufte daraufhin das Gebäude an eine Immobilienfirma, die als Aktiengesellschaft im Besitz von Petr Pudil und seiner Frau Pavlina sind. Die Eheleuten Pudil beschlossen 2016 das Gebäude durch ihre gemeinnützige Stiftung, der Pudil Family Foundation, zum Kunstmuseum für ihre private Kunstsammlung umzubauen.
Der Umbau und die Erweiterung des Gebäudes wurde vom Prager Projektbüro Schindler Seko Architekti s.r.o. vorgenommen. Während des Umbaus wurde das Gebäude vollständig entkernt, sodass von dem ursprünglichen Kulturdenkmal nur noch die Umfassungsmauern erhalten sind.
Am 31. Oktober 2022 gewann der Wiederaufbau den tschechischen nationalen Architekturpreis 2022.

## Temporäre Ausstellungen (Auswahl)
- 2022, 22. Februar – 29. August: Kinetismus. 100 Years of Electricity in Art[7][15]
- 2022, 22. Februar – 30. Mai: The Zenger Transformer Station: Electricity in the City, Electricity in Architecture[16]
- 2022, 1. Juli – 30. September: Midnight of Art. Ways of Collecting: Karel Babíček’s Collection[17]
- 2022/2023, 18. Dezember – 14. Februar: Jiří David. The Blue Heart[18]
- 2022/2023, 16. Dezember – 8. Januar: Invisible Forces[19]
- 2022/2023, 28. September – 13. Februar: Gregor Hildebrandt. A Blink of an Eye and the Years are Behind Us[20]